# Plantage Middenlaan

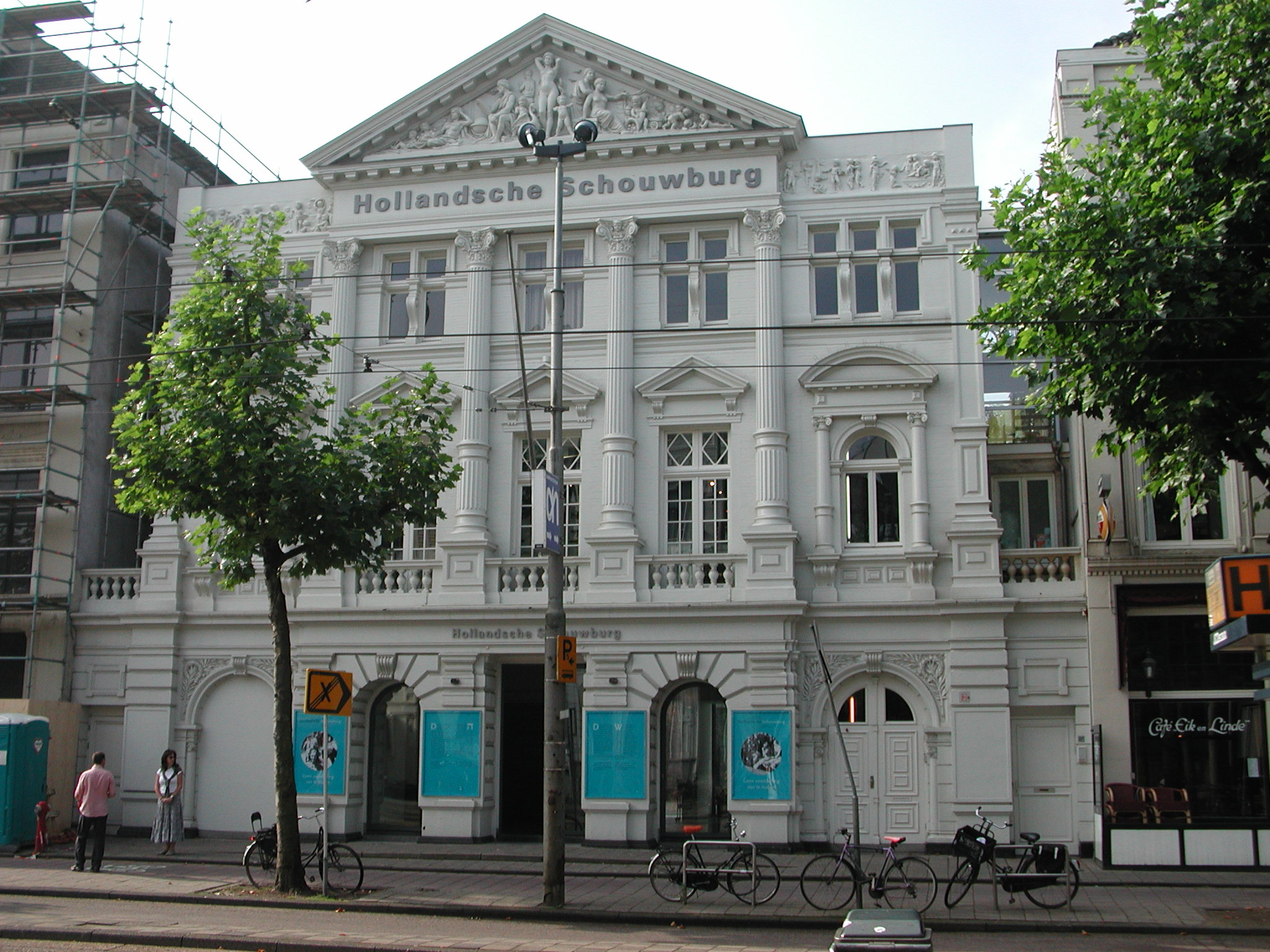
Hollandsche Schouwburg.

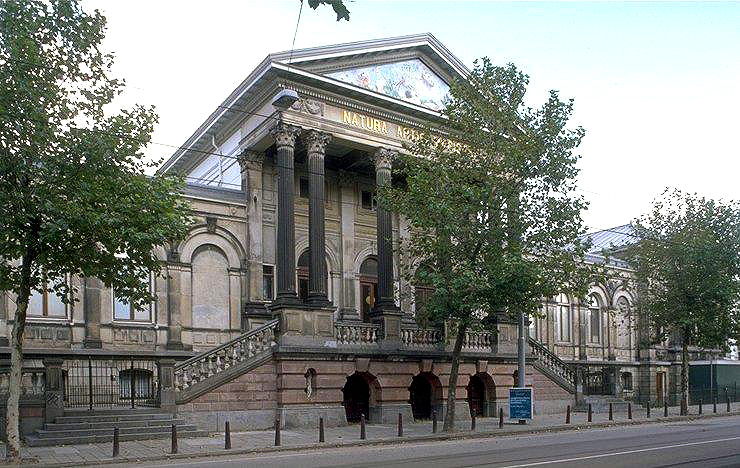
Aquariumgebouw van Artis aan de Plantage Middenlaan.

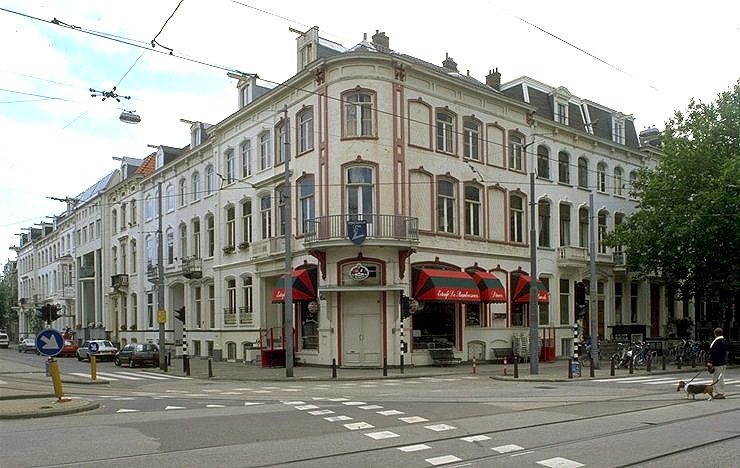
Plantage Middenlaan, hoek Plantage Parklaan

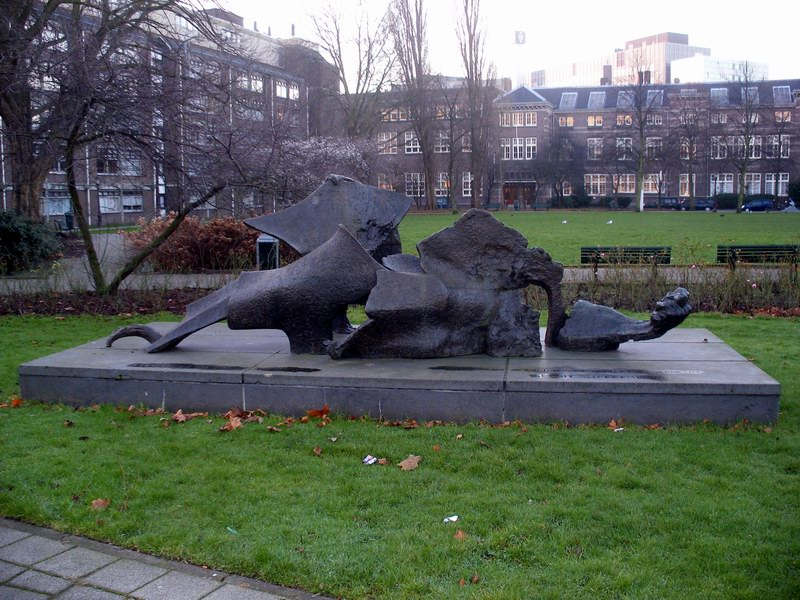
Gerrit van der Veen - Monument voor het kunstenaarsverzet door Carel Kneulman.

De Plantage Middenlaan is een straat in de Plantagebuurt in Amsterdam-Centrum. Het is de hoofdstraat van de Plantagebuurt en dateert uit de grote stadsuitbreiding van 1658. De Plantage Middenlaan ligt in het verlengde van de Muiderstraat en loopt in zuidoostelijke richting naar het Alexanderplein. Hij wordt gekruist door de Plantage Kerklaan.
Bekende gebouwen aan de Plantage Middenlaan zijn de Hollandsche Schouwburg, Desmet en de Muiderpoort. Aan de Plantage Middenlaan liggen ook de dierentuin Artis, Hortus Botanicus Amsterdam en het Wertheimpark.

## Monumenten en architectuur
Aan de Plantage Middenlaan liggen:
- De dierentuin van het Zoölogisch Genootschap Natura Artis Magistra (1838), met:
  - De Artis Bibliotheek.
  - Het Aquariumgebouw.
  - Het Hoofdgebouw met het Groote Museum.
  - De tv-studio Studio Plantage, Plantage Kerklaan 36, hoek Plantage Kerklaan.
- Het Wertheimpark met het Auschwitzmonument.
- Plantsoen aan de Plantage Westermanlaan; hier eerder stond het Panoramagebouw (1880-1935).
- De botanische tuin de Hortus Botanicus Amsterdam (1682).
- De Hollandsche Schouwburg. Tegenover de schouwburg ligt bij Plantage Middenlaan 31 een Stolperstein voor Henriëtte Pimentel.[1]
- Desmet Studio's Amsterdam, het voormalige Theater Frascati, dat ook een tijd het Rika Hoppertheater heette, aan de Plantage Middenlaan 4, werd in 1946 verbouwd tot filmtheater Desmet. Hier worden radio- en tv-uitzendingen opgenomen en live uitgezonden,
- Huize Welgelegen, dienstwoning Artis (18e eeuw).
- Huize Weltevreden (18e eeuw).
- De Muiderpoort (1770).
- Het Monument voor het kunstenaarsverzet 1940-1945 (ook wel "monument Gerrit van der Veen") van Carel Kneulman, geplaatst in 1973 in opdracht van de Stichting Kunstenaarsverzet 1942-1945.

Interessante voorbeelden van laat-19e-eeuwse architectuur :
- De witgepleisterde herenhuizen van G.W. Breuker, Plantage Middenlaan 1-5 (1865).
- Het Aquariumgebouw van Artis, Plantage Middenlaan 53, van A en Gerlof Salm (1882).
- Het Groote Museum met de Koningszaal en de Tijgerzaal, Artis, Plantage Middenlaan 41a-43, Johannes van Maurik (1850-1855).
- Dubbele herenhuis Plantage Middenlaan 48 naar ontwerp van Jean Servais
- Het Bibliotheekgebouw van Artis, G.B. Salm (1868).
- Het Zorgcentrum Sint Jacob, Plantage Middenlaan 52 (1861).
- Het Huis met de Vazen, op de hoek van de Plantage Middenlaan en Plantage Lepellaan (1874).

Moderne ontwikkelingen :
- Het Moederhuis van Aldo van Eyck, Plantage Middenlaan 33-35 (1978).
- Woongebouw Wertheim, Plantage Middenlaan 4A-4V (1996).
- De nieuwbouw van het verpleeghuis Sint Jacob.

## Openbaar vervoer
Door de Plantage Middenlaan rijdt tramlijn 14 en nachtbus N87.
Vanaf 1883 reed de paardentram (de lijn Dam – Linnaeusstraat) door de Plantage Middenlaan. Deze werd in 1903 vervangen door de elektrische tram met de instelling van lijn 9. Lijn 14 reed hier tussen 1915 en 1942 en keerde in 1982 terug. Ook andere lijnen zoals 6, 7, 9 (1903-2018), 10, 11, 15, 20, 21 en 26 reden door de Plantage Middenlaan.